# Atomaire-emissiespectrometrie

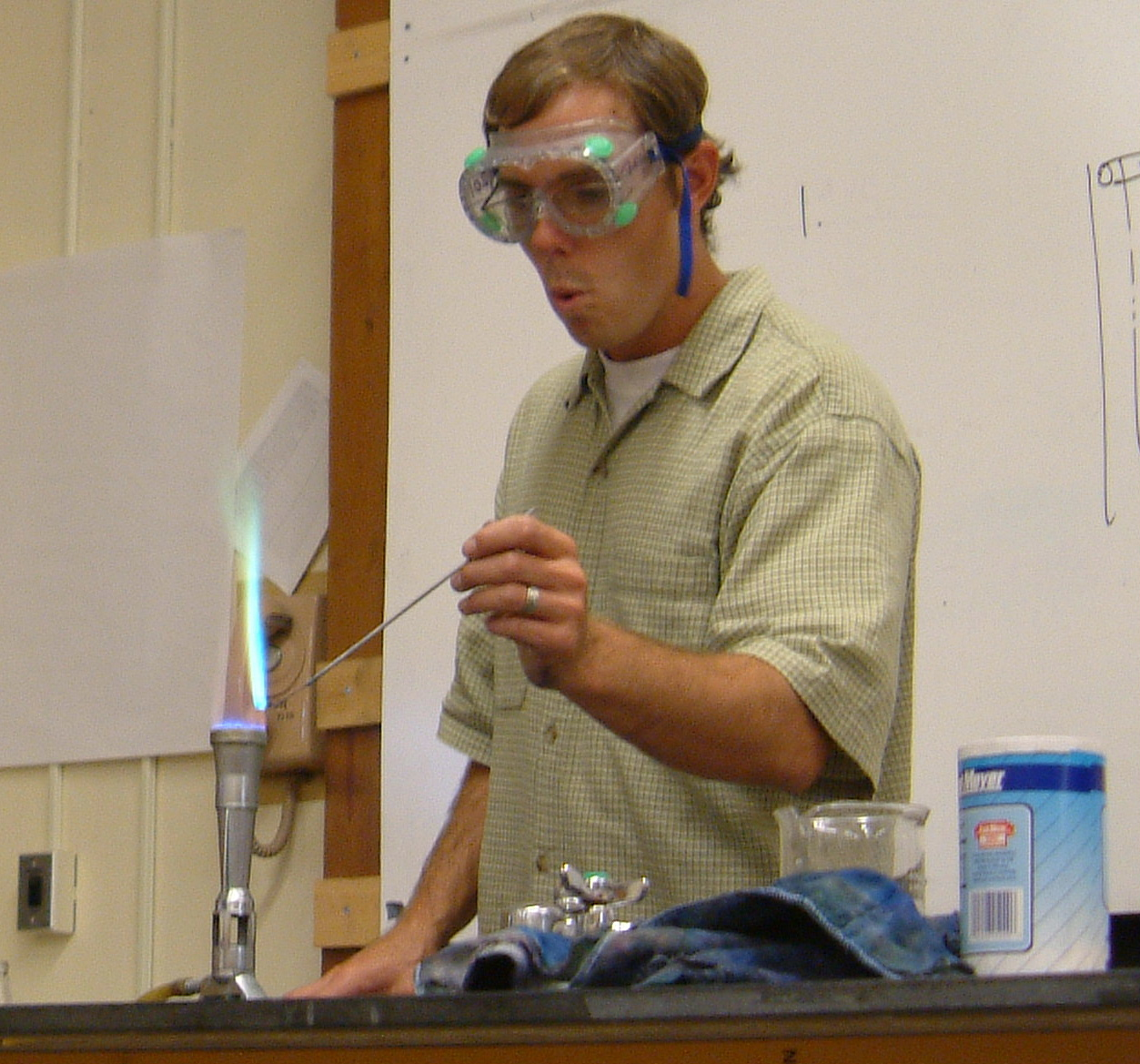
Uitvoering van een vlamtest.

Atomaire-emissiespectrometrie of AES (soms ook aangeduid met Vlam Emissie Spectroscopie: VES) is in de scheikunde een kwantitatieve analytische techniek die de elementen-samenstelling van een monster kan vaststellen. De techniek is gebaseerd op hetzelfde effect dat zorgt voor de verschillende kleuren van Bengaals vuur. De kleur van de vlam is namelijk afhankelijk van de metaalzouten die in het monster zitten. Door de emissielijnen van de vlam te bestuderen kan de samenstelling van het monster achterhaald worden. Als zodanig is AES het omgekeerde van atomaire-absorptiespectrometrie. 
In een atomaire-emissiespectrometer wordt gebruikgemaakt van een zeer zuivere en zeer hete vlam, en worden de monsters in opgeloste vorm door een slangetje met zeer constante snelheid in de vlam gebracht. De emissielijnen voor elementen waarin men is geïnteresseerd worden kwantitatief gemeten door het licht dat door de vlam wordt uitgezonden via een tralie te ontleden, en met een fotomultiplicatorbuis het spectrum te analyseren.
Met deze techniek wordt geen onderscheid gemaakt tussen moleculen: het is een methode om de concentratie van elementen in een monster te bepalen (atoomspectroscopie in tegenstelling tot molecuulspectroscopie). Ook kan niet worden bepaald of een element in een bepaalde ionisatietoestand aanwezig is in het monster: alles wordt bij elkaar opgeteld. Met deze methode kan men enkel verschillende soorten metaalionen opsporen aan de hand van de golflengte van het uitgezonden licht.
Informeel wordt deze techniek ook weleens aangeduid met vlamproef of vlamtest.

## Principe
| Metaal     | Kleur van de vlam |
| ---------- | ----------------- |
| antimoon   | wit-lichtgroen    |
| arseen     | blauw             |
| barium     | geelgroen         |
| beryllium  | wit               |
| bismut     | azuurblauw        |
| boor       | helder groen      |
| cesium     | blauw-violet      |
| calcium    | steenrood         |
| fosfor     | lichtblauw-groen  |
| ijzer      | goudgeel          |
| indium     | blauw             |
| kalium     | zwak violet       |
| koper(I)   | blauw             |
| koper(II)  | groen             |
| koper(III) | blauw-groen       |
| lithium    | karmijnrood       |
| lood       | zwak blauw        |
| magnesium  | wit               |
| mangaan    | geel-groen        |
| molybdeen  | geel-groen        |
| natrium    | geel              |
| rubidium   | rood-violet       |
| seleen     | azuurblauw        |
| strontium  | rood              |
| tantaal    | blauw             |
| telluur    | lichtgroen        |
| thallium   | helder groen      |
| tin        | blauwpaars        |
| yttrium    | karmijnrood       |
| zink       | helderblauw       |

AES is een indirecte techniek, dat impliceert dat de gemeten waarden worden vergeleken met waarden afkomstig van standaarden. Deze externe standaarden bestaan uit een reeks oplossingen met oplopende en exact bekende hoeveelheden van het te bepalen element. 
Door de temperatuur van de vlam worden de valentie-elektronen in een hogere baan gebracht, omdat ze een hogere kinetische energie verkrijgen. Dit proces wordt excitatie genoemd. De gebruikte AES-methode berust op de overgang van valentie-elektronen in vrije atomen van het hogere energieniveau naar de grondtoestand. Bij deze overgang komt energie vrij, onder anderen in de vorm van licht (fotonen of energie-kwanta worden uitgezonden). Deze energie komt vrij omdat het elektron in geëxciteerde toestand te veel energie bezit om terug naar een lagere (en dus energetisch gunstiger) schaal te komen. Elk soort atoom kan slechts licht van bepaalde golflengtes emitteren of uitzenden, namelijk diegene die overeenkomen met de verschillen in de energieniveaus van het atoom. Via de constante van Planck is het verschil in energie gekoppeld aan de golflengte (kleur) van het uitgezonden licht:
{\displaystyle E=h\cdot \nu }
of anders:
{\displaystyle E=h\cdot {\frac {c}{\lambda }}}
waarin
E de energie is, gekoppeld aan de golflengte
h de constante van Planck is
ν de frequentie van het uitgezonden licht is
c de lichtsnelheid is
λ de golflengte van het uitgezonden licht is
De intensiteit van het uitgezonden licht (luminantie) binnen een bepaald concentratiegebied is recht evenredig met de concentratie atomen.
Atomen in aangeslagen toestand worden verkregen door een metaaloplossing (metaalionen in een brandbare vloeistof, zoals ethanol) te verstuiven in een vlam. De oplossing wordt door middel van een pneumatische verstuiver in de vlam gebracht. Lucht stroomt met grote snelheid langs de uitmonding van een capillair dat in de monsteroplossing steekt. Door de constante onderdruk wordt de oplossing aangezogen en als een nevel van fijne druppeltjes in de verstuivingskamer geblazen. Bij het doorleiden van de fijne nevel door de vlam gaat de oplossing verdampen en de stof valt uiteen in atomaire dampvorm. De atomen nemen een precieze hoeveelheid energie op uit de hitte en geraken in aangeslagen toestand.
Wanneer dat atoom die energie weer afstaat tijdens het vervallen naar de grondtoestand, gebeurt dat in de vorm van een foton met een welbepaalde golflengte. Indien in de vlam alleen gedestilleerd water wordt verstoven, treedt er geen emissie op in het spectrum van de natriumionen, deze waarde wordt gebruikt om het toestel te ijken.
Tijdens de analyse wordt de lichtintensiteit gemeten binnen het welbepaalde spectrum door middel van een fotomultiplicator. Dit toestel zal een elektrisch signaal produceren in verhouding met de lichtintensiteit. Deze gemeten waarden kunnen door de software van het sturingsprogramma van het AES-toestel tot een calibratielijn worden omgerekend. Dit is een lijn die de relatie te weergeeft tussen de concentratie van een te bepalen stof en het meetsignaal, dankzij deze techniek zijn we in staat de onbekende concentratie natriumionen met behulp van de lichtintensiteitwaarde (I) te bepalen.

## Geschiedenis
De oorspronkelijke AES beperkte zich tot de alkali- en aardalkalimetalen, omdat bij deze elementen de valentie-elektronen relatief makkelijk (dat wil zeggen bij een lage temperatuur) al in een hogere baan te plaatsen zijn. Dit heeft te maken met het feit dat ze een 1s1- of een 1s2-configuratie bezitten en dus eenvoudig hun elektronen kunnen afstaan om de edelgasconfiguratie te verkrijgen. Het gebruik van de bunsenbrander of daarop gebaseerde branders, leveren meestal niet de temperatuur, en daarmee de energie, die nodig is om andere elementen tot een analytisch reproduceerbare emissie van licht te brengen. Een echte monochromator is niet noodzakelijk, een simpel filter volstaat om de storende straling van andere elementen te verwijderen.

Het gebruik van de duurdere kaliumzouten in de analytische chemie, in vergelijking met de in hun anion overeenkomende natriumzouten, is ook terug te voeren op de AES. De voornaamste verontreiniging van natriumzouten bestaat uit kaliumzouten en omgekeerd. In de AES is een spoortje natrium, en daarmee de zuiverheid, in een kaliumzout simpel te controleren: het gele natriumlicht overstraalt de paarsige kaliumkleur heel snel. Omgekeerd is de paarse kaliumkleur in een natriumvlam met het blote oog nauwelijks waarneembaar. Kaliumzouten zijn dus makkelijker controleerbaar zuiver.

## Toekomst
Het gebruik van ICP heeft het probleem van de beperkte toepassing door te lage vlam-temperatuur wel opgelost, maar is voor de routinematige bepaling van Na, K en Ca (als niet ook andere elementen bepaald hoeven te worden) in verband met de veel hogere kosten nog geen standaard.

## Vlamkleuren

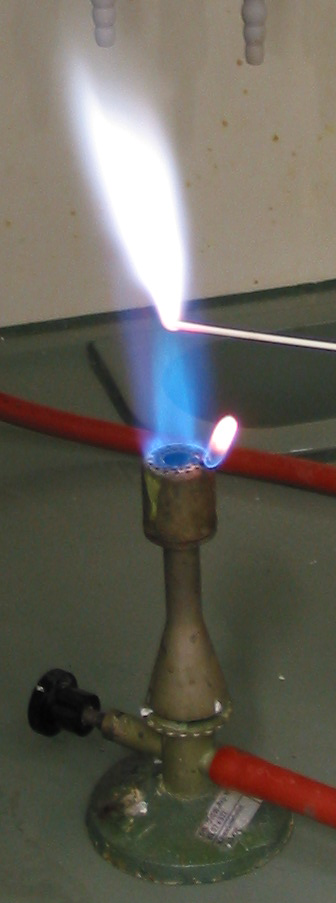
Antimoon
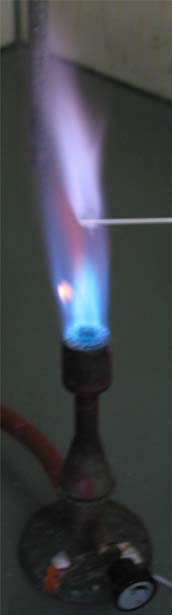
Arseen
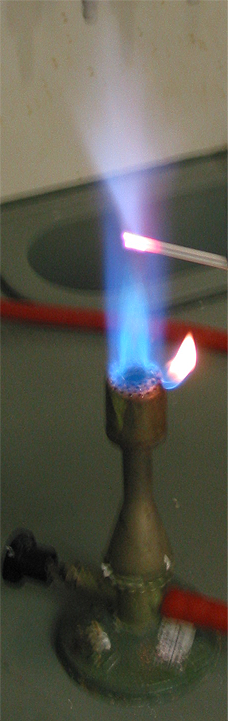
Lood
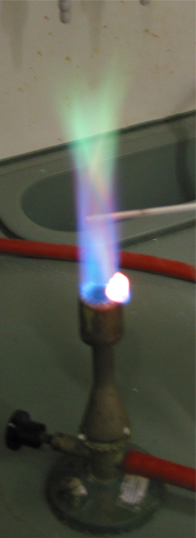
Boor
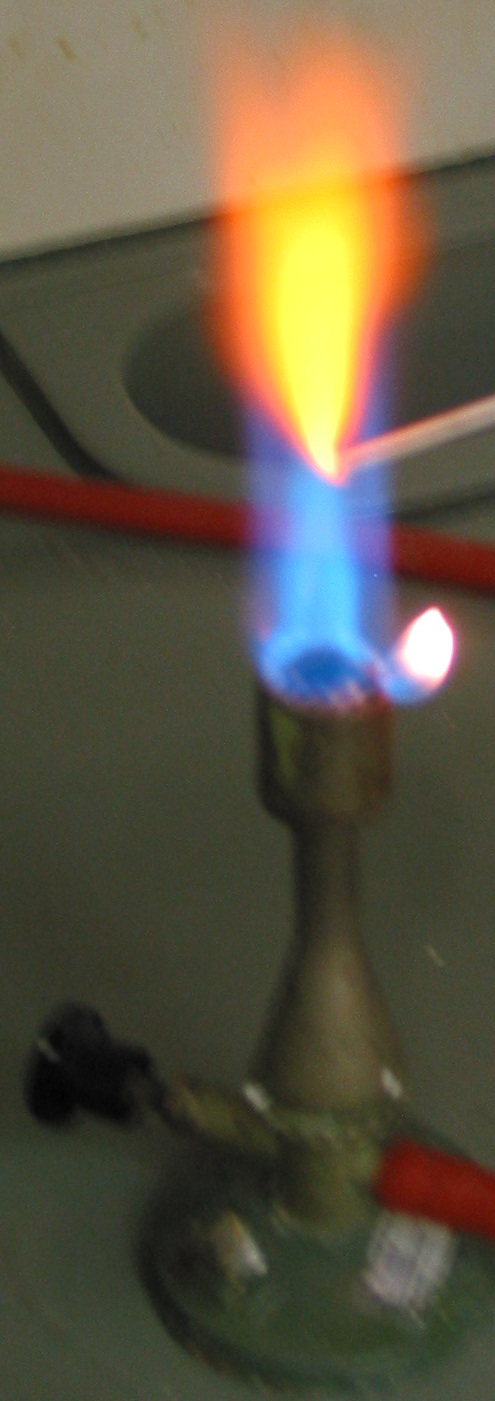
Calcium
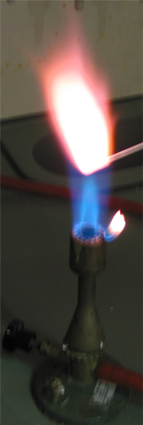
Kalium
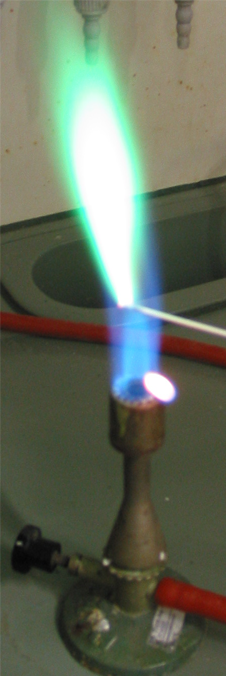
Koper
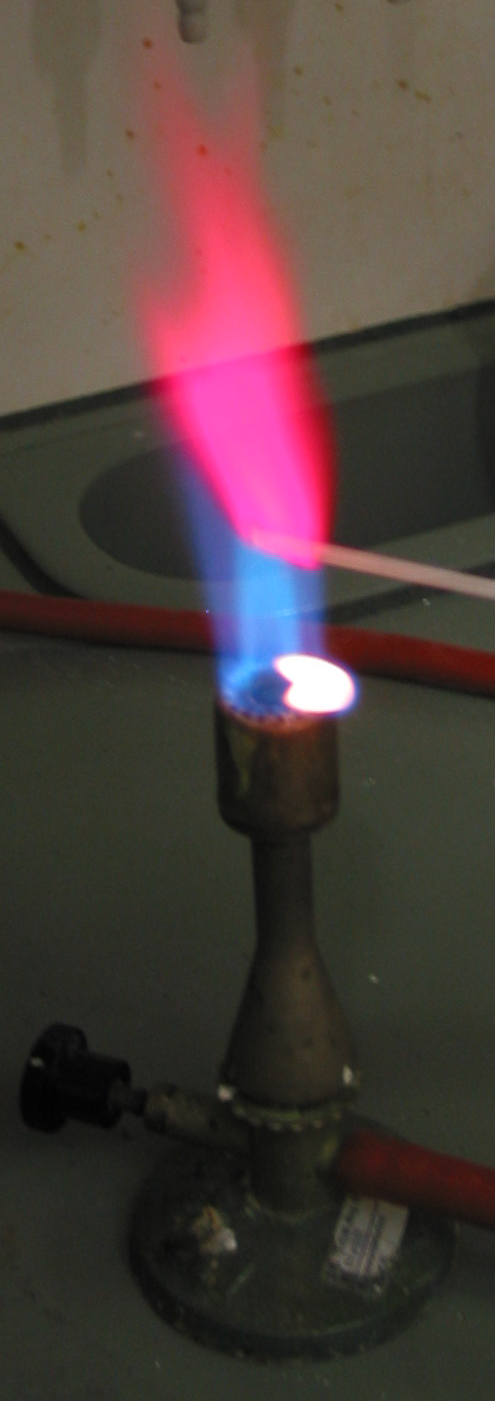
Lithium
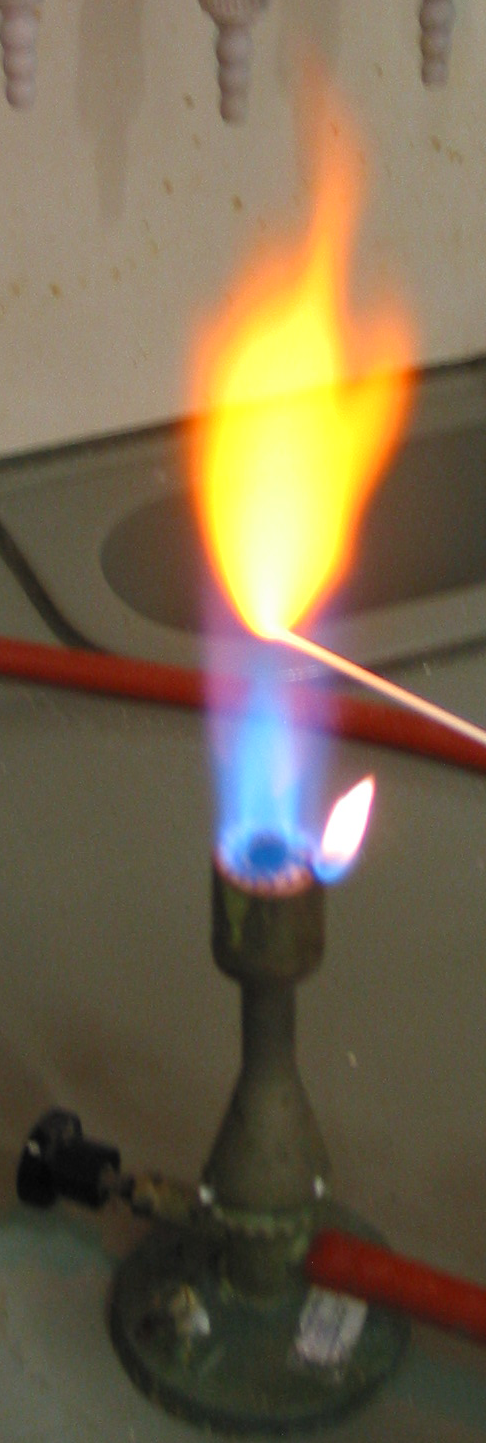
Natrium
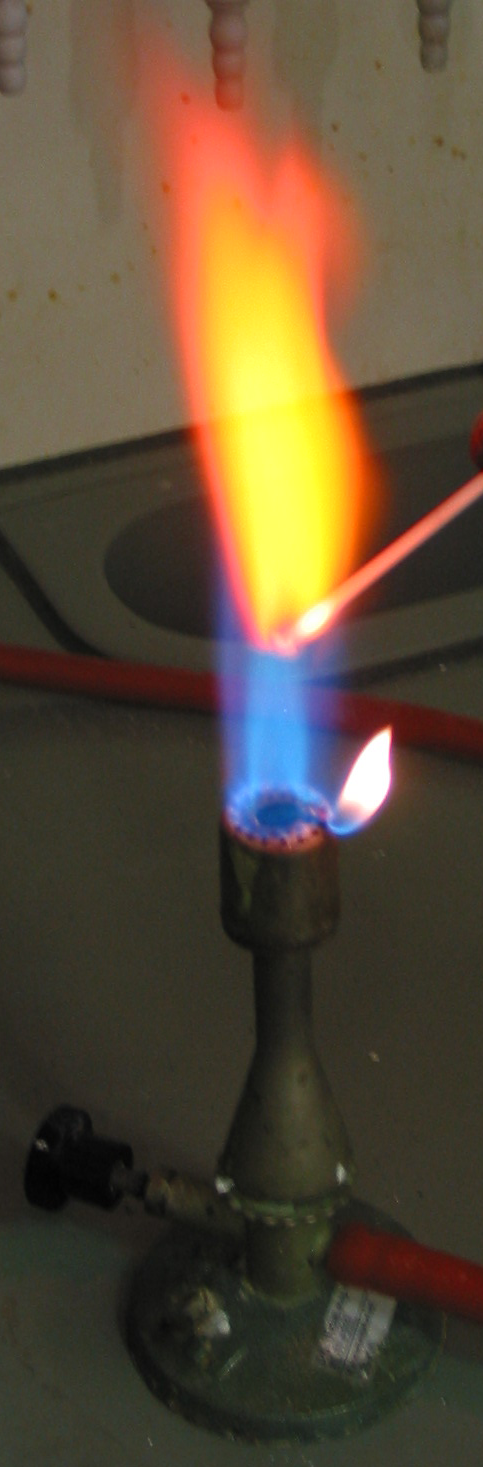
Strontium